# Lista das palavras mais longas
Esta é uma lista das palavras mais longas de diversos idiomas falados no mundo.

## Palavras mais longas por idioma

### Alemão
Com 80 letras, a palavra Donaudampfschifffahrtselektrizitätenhauptbetriebswerkbauunterbeamtengesellschaft é a mais longa da língua alemã. A palavra foi incluída no Guinness World Records de 1996 e é composta por vários substantivos ("Donau" - "Dampfschiff" -"Fahrts" - "Elektrizitäten" - "Haupt" - "Betriebs" - "Werkbau" - "Unterbeamten" - "Gesellschaft" ). Em português, significa "Associação dos Funcionários Subordinados da Construção da Central Elétrica da Companhia de Barcos a Vapor do Danúbio".

### Croata
Na língua croata, a palavra mais longa é prijestolonaslijednikovica, com 26 letras, que significa: a esposa de um herdeiro ao trono.

### Espanhol
As duas mais longas palavras em espanhol contém 23 letras, electroencefalografista (a pessoa que estuda e pratica a Eletroencefalografia) e anticonstitucionalmente (ato praticado em contrariedade à constituição). Mas superextraordinarísimo é popularmente considerada como a mais longa palavra em espanhol, com 22 letras, que significa "muito extraordinário".

### Francês
A mais longa palavra da língua francesa contém 25 letras. Essa palavra é anticonstitutionnellement que significa: anticonstitucionalmente, isto é, algo que esteja de forma contrária à constituição.

### Grego
A mais longa palavra da língua grega é λοπαδοτεμαχοσελαχογαλεοκρανιολειψανοδριμυποτριμματοσιλφιοκαραβομελιτοκατακεχυμενοκιχλεπικοσσυφοφαττοπεριστεραλεκτρυονοπτοκεφαλλιοκιγκλοπελειολαγῳοσιραιοβαφητραγανοπτερύγων, que, ao ser transliterada, pode ser escrita da seguinte forma: Lopadotemachoselachogaleokranioleipsanodrimhypotrimmatosilphioparaomelitokatakechymenokichlepikossyphophattoperisteralektryonoptekephalliokigklopeleiolagoiosiraiobaphetraganopterygon. A palavra possui 170 letras no alfabeto grego, mas com a transliteração, passa a ter 182 letras. O nome é mencionado na comédia As Mulheres na Assembleia, escrita por Aristófanes (447-385 a.C.).

### Groenlandês
A palavra mais longa da língua groenlandesa é nalunaarasuartaateeraaranngualioqatigiiffissualioriataallaqqissupilorujussuanngortartuinnakasinngortinniamisaalinnguatsiaraluallaqqooqigaminngamiaasiinngooq, que contém 156 letras e significa algo semelhante a "houve relatos de que aparentemente - Deus sabe quantas vezes - mais uma vez considerou o que quer que eu, apesar de minha má condição, ainda poderia ser considerado bastante competente e engenhoso como iniciador para colocar um consórcio em conjunto para o estabelecimento de uma gama de pequenas estações de rádio". A palavra mais longa do idioma a ser incluída num dicionário de groenlandês é inuussutissarsiorsinnaajunnaarnersiutilik, que contém 41 letras e significa "entretanto, eles dirão que ele é um ótimo comediante/ator, mas…".

### Húngaro
A mais longa palavra do idioma húngaro é megszentségtelenithetetlenségeskedéseitekért, que significa: por suas atitudes improfanáveis. Ela contém 44 letras.

### Inglês
Com 45 letras, a palavra pneumonoultramicroscopicsilicovolcanoconiosis é a mais longa da língua inglesa. Foi criada por Everett M. Smith, presidente da National Puzzlers' League, para ser a mais longa palavra de língua inglesa. A sua tradução para português, é "Pneumoultramicroscopicossilicovulcanoconiose".

### Islandês
A mais longa palavra da língua islandesa contém 30 letras e é hæstaréttarmálaflutningsmaður que significa: advogado de suprema corte.

### Italiano
A mais longa palavra da língua italiana é precipitevolissimevolmente.[carece de fontes?] Ela contém 26 letras e significa: tão rápido quanto possível.

### Japonês
A mais longa palavra da língua japonesa possui 58 letras. É ニューモノウルトラマイクロスコーピックシリコヴォルケーノコニオシス[carece de fontes?] (katakana) "Nyuumonourutoramaikurosukoupikkushirikoburukeinokonioshisu" (Rōmaji). A sua tradução para português é "Pneumoultramicroscopicosilicovulcanoconiótico".

### Lituano
A mais longa palavra em lituano é nebepasikiškiakopūsteliaujančiuose,[carece de fontes?] que quer dizer: naqueles de gênero masculino, que não estão mais juntando madeira.

### Maori
A mais longa palavra da língua maori é Taumatawhakatangihangakoauauotamateaturipukakapikimaungahoronukupokaiwenuakitanatahu, que é uma colina em Porangahau, Hawkes Bay e significa “O lugar onde Tamatea, o homem de grandes joelhos que deslizava, trepava e engolia montanhas, conhecido como land-eater tocou sua flauta às pessoas queridas”.

### Neerlandês
Em neerlandês, a mais longa palavra já registrada é kindercarnavalsoptochtvoorbereidingswerkzaamheden,[carece de fontes?] com 49 letras é uma atividade que prepara as crianças para o desfile de carnaval.

### Polonês
A língua polaca possui a palavra najcharakterystyczniejszego,[carece de fontes?] que contém 27 letras, e que é a forma no genitivo para o adjetivo "o mais característico".

### Português
A mais longa palavra da língua portuguesa, registrada num dicionário, é pneumoultramicroscopicossilicovulcanoconiótico com 46 letras. É de referir, que não é muito comum um dicionário efetuar registos deste tipo de palavras, pois se consultarmos livros técnicos, existem muitas outras mais longas do que esta na nossa língua. A palavra ganhou registro oficial pela primeira vez em 2001, no Dicionário Houaiss da Língua Portuguesa e aparece descrita como indivíduo que possui doença pulmonar causada pela inspiração de cinzas vulcânicas, é de referir que o nome cientifico desta doença é silicose.
A palavra de 29 letras anticonstitucionalissimamente é considerada a mais longa palavra portuguesa não técnica, e descreve algo que é efetuado de maneira muito anticonstitucional, ou seja, que é oposto à constituição.

### Russo
A mais longa palavra do idioma russo é ryentgyenoelyektrokardiografichyeskogo (рентгеноэлектрокардиографического).[carece de fontes?] Ela contém 33 letras no alfabeto cirílico, 38, depois de transliteradas. Esta, significa: pertence ao raio X eletrocardiográfico.

### Sueco
Segundo o Livro Guinness dos Recordes, a mais longa palavra registrada da língua sueca é nordöstersjökustartilleriflygspaningssimulatoraeistoa do anläggningsmaterielunderhållsuppföljningssystemdiskussionsinläggsförberedelsearbeten,[carece de fontes?] com 130 letras, querendo dizer: trabalho preparatório de contribuição para a discussão sobre o sistema de manutenção de suporte do material do dispositivo de inspeção do simulador de aviação da artilharia de costa do norte do Mar Báltico.

No Vocabulário Ortográfico da Academia Sueca (SAOL), a mais longa palavra registrada é realisationsvinstbeskattning, com 28 letras, significando "impostos sobre lucro realizado". Todavia, é possível compor palavras ainda mais longas, como por exemplo specialistsjuksköterskeprogrammet (programa de enfermeiro especializado) com 33 letras.

### Estoniano
A mais longa palavra do Estoniano é Sünnipäevanädalalõpupeopärastlõunaväsimatus, que significa cansaço de uma festa de formatura da semana do aniversário, com 46 letras. E também: uusaastaöövastuvõtuhommikuidüll, que significa idílio matinal após o ano. A palavra kuulilennuteetunneliluuk, que significa: a escotilha da qual uma bala voa ao sair de um túnel, com 24 letras, é considerada uma das mais longas palavras, e também é um palíndromo, e pode ser um dos palíndromos mais longos.

### Hebraico
A palavra hebraica mais longa é a de 19 letras (incluindo vogais) וכשלאנציקלופדיותינו(u'chshelentsiklopedioténu), que significa "E quando nossas enciclopédias ..." A palavra hebraica "אנציקלופדיה" (enciclopédia) é de origem européia. A palavra mais longa em hebraico que não se origina de outro idioma é "וכשלהתמרמרויותינו", (u'lechshehitmarmeruyoteno), que significa "E quando, para nossos ressentimentos...".
A palavra de 11 letras (incluindo vogais) וְהָאֲחַשְׁדַּרְפְּנִים (veha'aḥashdarpením) é a palavra mais longa a aparecer na Bíblia Hebraica. Seu significado é "E os sujeitos". Esta palavra também não tem origem hebraica.

### Africâner
O africâner, como é uma língua filha da língua neerlandesa, é capaz de formar compostos de comprimento potencialmente ilimitado da mesma maneira que na língua holandesa. De acordo com o Total Book of South African Records, a palavra mais longa no idioma é Tweedehandsemotorverkoopsmannevakbondstakingsvergaderingsameroeperstoespraakskrywerspersverklaringuitreikingsmediakonferensiankondiging (136 letras), o que significa: "anúncio da conferência de imprensa emitido em um comunicado à imprensa sobre o discurso do convocador na reunião de greve de um sindicato de concessionárias de carros usados". Essa palavra, no entanto, é inventada para ser longa e não ocorre na fala cotidiana.

### Catalão
A palavra mais longa em catalão é Anticonstitucionalment, um advérbio que significa "feito de maneira contrária à constituição", no entanto, A palavra científica Psiconeuroimmunoendocrinologia, relacionada a endocrinologia, foi proposta pela Universidade de Barcelona como a verdadeira palavra mais longa

### Búlgaro
O dicionário etimológico on-line búlgaro alega que a palavra mais longa em búlgaro é neprotivokonstitutsionstvuvatelstvuvayte
(непротивоконституционствувателствувайтеc), introduzida na Constituição da Bulgária (1947). A palavra significa "não executem ações contra a constituição" (endereçada a mais de uma pessoa).

### Galês
A mais longa palavra da Língua galesa é Llanfairpwllgwyngyllgogerychwyrndrobwllllantysiliogogogoch, o nome de uma localidade no Reino Unido, com 58 letras (51 no Alfabeto galês, onde os dígrafos "-ll" e "-ch" são considerados letras únicas) e significa algo como "Igreja de Santa Maria no fundo do aveleiro branco perto de um redemoinho rápido e da Igreja de São Tysilio da gruta vermelha".

### Nomes Científicos
A mais longa palavra que existe é o nome científico da Titina, possui 189.819 letras, leva cerca de 3,5 horas para ser pronunciada.